# Vyšehrad
Pour les articles homonymes, voir Visegrad.
Vyšehrad est un quartier au sud du centre historique de Prague où se situe le château fort (hrad) éponyme, construit sous le règne des Přemyslides au Xe siècle sur une colline qui domine la Vltava, au confluent de la rivière Botič. Depuis, la forteresse
a subi plusieurs transformations ; l'apparence actuelle est en grande partie le résultat d'une reconstruction dans le style baroque au XVIIe siècle. 
Dans l'enceinte du château, le cimetière de Vyšehrad contient les restes des personnes les plus célèbres de l'histoire tchèque, notamment les compositeurs Antonín Dvořák et Bedřich Smetana, le peintre et illustrateur Alphonse Mucha et son fils l'écrivain Jiří Mucha, ainsi que le sculpteur et écrivain Karel Čapek.

## Histoire

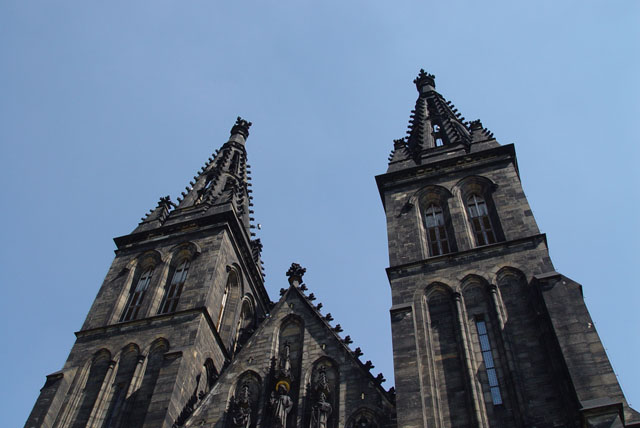
Église Saints-Pierre-et-Paul.

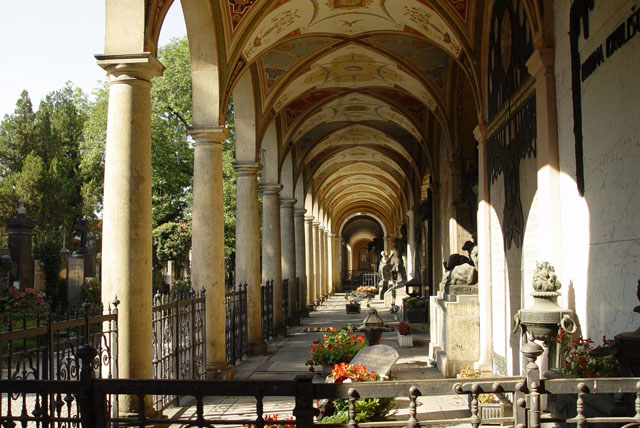
Le cimetière de Vyšehrad.

Le château fut fondé dans la première moitié du Xe siècle ; à ce temps, c'était la seconde forteresse des Přemyslides, ducs de Bohême, située au sud du château de Prague sur le côté opposé de la Vltava. Selon la légende, elle fut le siège de la princesse Libuše. En tous cas, il semblerait qu'il comprenait un hôtel des monnaies où sont frappés des deniers sous le règne de Boleslav II dans les années 990.
Vers l'an 1070, le futur roi de Bohême, Vratislav II, en conflit avec son frère l'évêque Jaromír de Prague, établit sa résidence au château de Vyšehrad. Il a été le fondateur d'un chapitre de chanoines directement subordonné au Saint-Siège et fit construire la collégiale Saints-Pierre-et-Paul achevé en 1079. Lors de son couronnement en 1085, le codex Vyssegradensis, un livre des péricopes, a été compilé et illustré.
Sous le règne du prince Soběslav Ier Oldřich, de 1125 à 1140, le fort a été une nouvelle fois étendu. Son successeur Vladislav II de Bohême rentre alors au château de Prague. Néanmoins, le chapitre de Vyšehrad a survécu. Il était la dernière demeure de la reine consort Élisabeth qui y meurt en 1330 ; son fils Charles IV a solennellement suivi le chemin du Vyšehrad au Hradchin afin d'être couronné roi de Bohême en 1347. Dans la seconde moitié du XIVe siècle, la forteresse a été entièrement aménagée.
Devastée pendant les croisades contre les hussites en 1420, la localité fut repeuplée par une colonie des artisans. La Contre-Réforme, après la bataille de la Montagne-Blanche en 1620, a provoqué nombre de conflits entre les habitants et les ecclésiastiques. Durant les derniers jours de la guerre de Trente Ans, en 1648, le château a été gravement endommagé par les forces suédoises et fut reconstruit comme une forteresse baroque. Au début du XIXe siècle, les fortifications sont démantelées. 